# Villalbilla
Villalbilla é um município da Espanha na província e comunidade autónoma de Madrid, de área 34,56 km² com população de 7037 habitantes (2004) e densidade populacional de 203,62 hab/km².

## Demografia
| Variação demográfica do município entre 1991 e 2004 | Variação demográfica do município entre 1991 e 2004 | Variação demográfica do município entre 1991 e 2004 | Variação demográfica do município entre 1991 e 2004 |
| --------------------------------------------------- | --------------------------------------------------- | --------------------------------------------------- | --------------------------------------------------- |
| 1991                                                | 1996                                                | 2001                                                | 2004                                                |
| 1860                                                | 3586                                                | 5944                                                | 7037                                                |